# Хуго Ранер
Хуго Ранер (Пфулендорф, 3. мај 1900 — Минхен, 21. децембар 1968) је био немачки језуита и католички теолог. Био је декан и председник Универзитета у Инзбруку. Његов млађи брат Карл био је такође истакнути католички теолог.
Приступио је језуитском реду 1919. године да би убрзо био послат у Валкенбург у Холандију где је започео теолошке и филозофске студије. За свештеника је заређен 1929. године. Теологију је докторирао 1931, а затим се посветио изради доктората из филозофије. Од 1937. предавао је на теолошком факултету у Инзбруку у Аустрији. Ту се специјализовао за патристичке студије и историју римокатоличке догме. Током нацистичког режима морао је да напусти Аустрију између 1940. и 1945. године.
Након рата посветио се испитивању односа између цркве и државе код раних хришћанских писаца (посебно код Тертулијана и Амброзија Миланског). Ипак, за његов најзначајнији допринос римокатоличкој теологији сматрају се радови из области мариологије. Ранер је изучавао патристичке списе и настојао да испита њихов мариолошки садржај. Његови радови из ове области утицали су на рад Другог ватиканског концила. Ранер је за један од кључних маријанских атрибута усвојио речи Амброзија Миланског који Марију наводи као мајку цркве. Према речима папе Бенедикта XVI Ранеров највећи допринос састоји се у томе што је код раних хришћанских писаца открио недељивост између Марије и Цркве. Заједно са Отом Карером Ранер је написао неколико радова о Игнасију Лојоли, оснивачу језуитског реда. Ови радови сматрају се за значајан допринос студијама о Лојоли и напретку у тумачењу и разумевању његовог живота на темељима историографског метода.